# Mistrzostwa Afryki w Piłce Siatkowej Mężczyzn 1993
IX Mistrzostwa Afryki w piłce siatkowej mężczyzn odbyły się w miejscowości Algier w Algierii. W mistrzostwach wystartowało 10 reprezentacji i wyrównało wynik poprzednich mistrzostw w ilości drużyn grających w mistrzostwach. Reprezentacja Algierii obroniła tytuł mistrzów Afryki i zdobyła drugi złoty medal w historii. W mistrzostwach zadebiutowały reprezentacje Seszeli, Demokratycznej Republiki Konga, Republiki Południowej Afryki i Botswany.

## Klasyfikacja końcowa
| Miejsce | Reprezentacja                 |
| ------- | ----------------------------- |
|         | Algieria                      |
|         | Tunezja                       |
|         | Egipt                         |
| 4.      | Seszele                       |
| 5.      | Maroko                        |
| 6.      | Demokratyczna Republika Konga |
| 7.      | Kenia                         |
| 8.      | Południowa Afryka             |
| 9.      | Wybrzeże Kości Słoniowej      |
| 10.     | Botswana                      |